# Marca Soraba

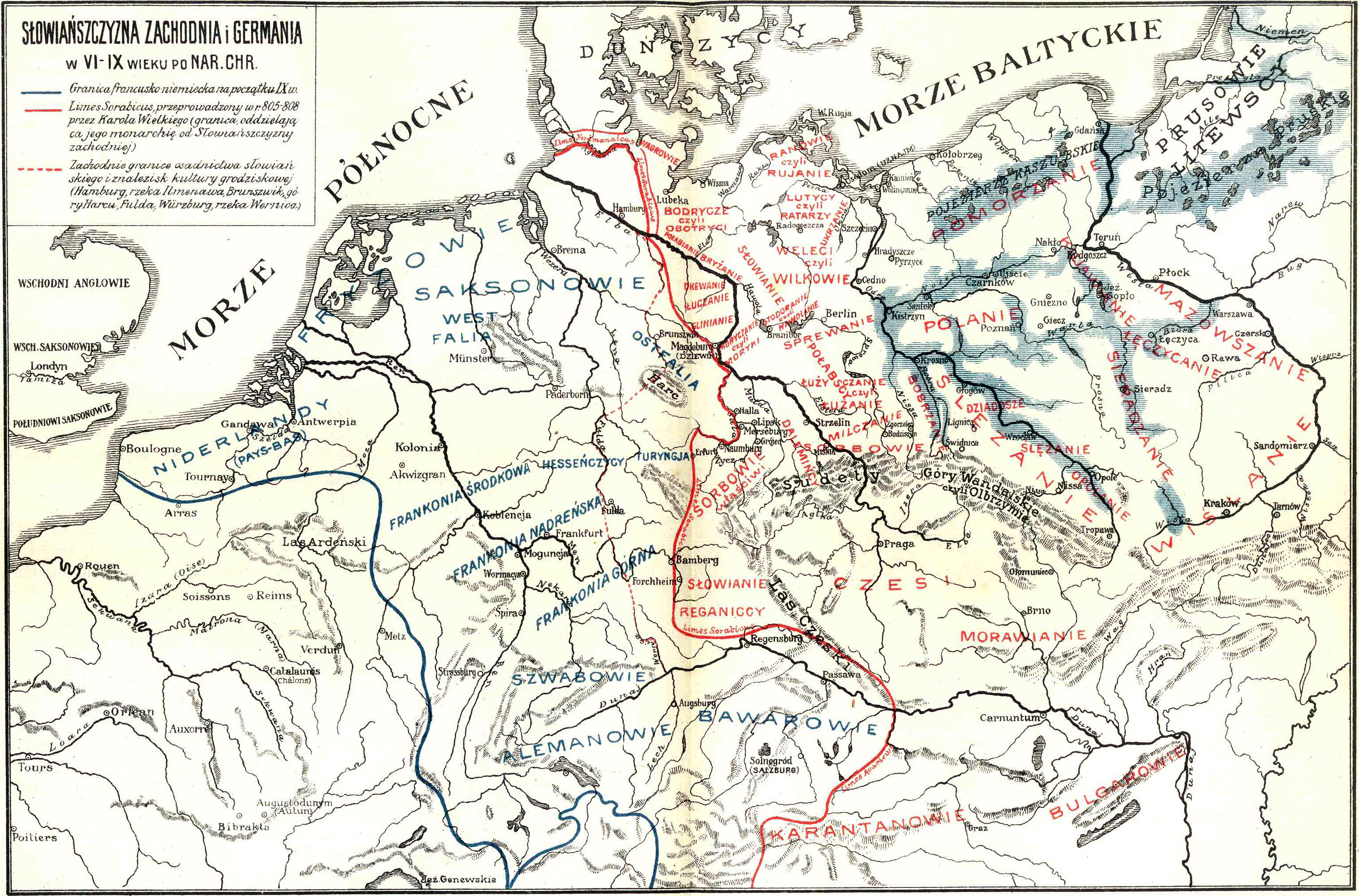
El limes Sorabicus representado por una línea roja.

La Marca Soraba (en latín: limes Sorabicus; en alemán: Sorbenmark) fue una marca en la frontera este de la Francia Oriental entre los siglos IX y XI. Estaba compuesta por varios condados limítrofes con los sorbios. La marca Soraba parece haber comprendido la parte oriental de Turingia. 
La Marca Soraba también ha sido referida en ocasiones como la Marca Turingia. El término "Marca Soraba" aparece solamente cuatro veces en los Annales Fuldenses y solo hay tres gobernantes registrados: Poppo, Tachulfo y Radulfo. Los jefes de la Marca Soraba portaban el título de dux Sorabici (limitis) en los Annales, pero también son referidos en otros lugares como condes (comites), margraves (marchiones) y duque de Turingia (duces Thuringorum). La marca estuvo gobernada probablemente en un principio por la familia Babenberg. La frontera entre Turingia y los sorbios fue definida por Einhard en el río Saale, escribiendo en la década de 830: Salam fluvium, qui Thuringos et Sorabos dividit ("el río Saale, que divide a los turingios y los sorbios"). Erfurt era el centro económico jefe de la Turingia oriental en ese tiempo. La Marca Soraba probablemente incluía el territorio al este del río Saale hasta los ríos Elster y Pleisse, que podrían haber sido controlados por castillos. Si la Marca Soraba en sí misma era solamente la región al oeste del río Saale, al este de mismo río, o en ambos márgenes, es imposible de decir. 
La Marca Soraba fue turbada frecuentemente por insurrecciones en el siglo IX por parte de los eslavos, que eran tributarios de los germanos. En el siglo X, sin embargo, la marca formó parte de la vasta marca Geronis desde 937 hasta 965. Durante este periodo, los sorbios fueron reducidos a servidumbre y la marca ampliamente pacificada. Después de 965, formó parte de la Marca de Meissen. 